# Lower Penn
Lower Penn est un village et une paroisse civile du Staffordshire, en Angleterre.